# 波特蘭懷舊電玩展
波特蘭懷舊電玩展（英語：Portland Retro Gaming Expo，PRGE）是一個舉辦於奧勒岡會議中心的電玩展，主題為懷舊電玩，首次舉行於2006年,一年舉辦一次。
自2012年起，經典俄羅斯方塊世界錦標賽也開始同時於此地舉行。